# Peter Beadle
Pour les articles homonymes, voir Beadle.
Peter Beadle était un footballeur et un entraîneur anglais né le 13 mai 1972 à Lambeth.

## Carrière

### Joueur
- 1990-1992 : Gillingham FC  Angleterre
- 1992-1994 : Tottenham Hotspur  Angleterre
- 1993 : → Bournemouth AFC (prêt)  Angleterre
- 1994 : → Southend United (prêt)  Angleterre
- 1994-1995 : Watford  Angleterre
- 1995-1998 : Bristol Rovers  Angleterre
- 1998-1999 : Port Vale FC  Angleterre
- 1999 : Notts County  Angleterre
- 1999-2003 : Bristol City  Angleterre
- 2003 : Brentford FC  Angleterre
- 2003 : Barnet  Angleterre
- 2003 : Team Bath  Angleterre

### Entraîneur
- 2005-2008 : Newport County  Pays de Galles